# Encyrtocephalus hyalinus
Encyrtocephalus hyalinus är en stekelart som först beskrevs av Girault 1915.  Encyrtocephalus hyalinus ingår i släktet Encyrtocephalus och familjen puppglanssteklar. Inga underarter finns listade i Catalogue of Life.